# Gregory Gaye
Gregory Gaye, nato Grigorij Grigor'evič Ge (San Pietroburgo, 10 ottobre 1900 – Studio City, 23 agosto 1993), è stato un attore russo naturalizzato statunitense.

## Filmografia parziale

### Cinema
- Infedeltà (Dodsworth), regia di William Wyler (1936)
- La spia dei lancieri (Lancer Spy), regia di Gregory Ratoff (1937)
- Ninotchka, regia di Ernst Lubitsch (1939)
- Missione di morte (Cornered), regia di Edward Dmytryk (1945)
- Sebastopoli o morte (Charge of the Lancers), regia di William Castle (1954)
- Banditi atomici (Creature with the Atom Brain), regia di Edward L. Cahn (1955)
- Uomini catapulta (Bailout at 43,000), regia di Francis D. Lyon (1957)

### Televisione
- Le avventure di Jet Jackson (Captain Midnight) – serie TV, episodio 1x19 (1955)
- Crossroads – serie TV, episodi 1x09-2x09 (1955-1956)
- The 20th Century-Fox Hour – serie TV, episodio 2x07 (1956)
- Conflict – serie TV, episodio 1x10 (1957)
- L'uomo ombra (The Thin Man) – serie TV, episodio 2x22 (1959)
- Lock Up – serie TV, episodio 2x21 (1961)
- G.E. True – serie TV, episodio 1x25 (1963)
- Dakota (The Dakotas) – serie TV, episodio 1x10 (1963)
- Sotto accusa (Arrest and Trial) – serie TV, episodio 1x18 (1964)